# Ściborzyce
Ściborzyce – wieś w Polsce położona w województwie małopolskim, w powiecie olkuskim, w gminie Trzyciąż.
| SIMC    | Nazwa  | Rodzaj    |
| ------- | ------ | --------- |
| 0339862 | Nawsie | część wsi |
| 0339879 | Zagaje | część wsi |

## Historia
W roku 1252 Ściborzyce należały do Ścibora i Strachoty, synów Mikołaja herbu Ostoja, którzy tego roku sprzedali wieś klasztorowi cysterskiemu w Szczyrzycu.
W latach 1975–1998 miejscowość administracyjnie należała do województwa krakowskiego.

## Zabytki
Obiekt wpisany do rejestru zabytków nieruchomych województwa małopolskiego.
- Zespół pałacowy pałac, budynek gospodarczy, park z aleją modrzewiową.